# 那須塩原市立大原間小学校
那須塩原市立大原間小学校（なすしおばらしりつ おおはらましょうがっこう）は、栃木県那須塩原市方京にある公立小学校。

## 沿革

### 年表
- 1874年2月15日 - 草風学舎として開校。
- 1884年3月 - 大原間尋常小学校と改称。
- 1901年5月 - 高等科設置により大原間尋常高等小学校と改称。
- 1941年3月31日 - 国民学校令により東那須野国民学校と改称。
- 1947年4月1日 - 学制改革により東那須野村立大原間小学校と改称。
- 1955年1月1日 - 町村合併により黒磯町立大原間小学校と改称。
- 1968年3月6日 - 校歌制定発表会
- 1970年11月1日 - 市制施行により黒磯市立大原間小学校'と改称。
- 1979年4月1日 - 敷地の一部を東北新幹線が通ることになったため、現在地に新築移転[1]
- 2005年1月1日 - 市町村合併により那須塩原市立大原間小学校と改称。
- 2021年3月29日 - 2020東京オリンピックの聖火リレーで那須塩原市のミニセレブレーション会場となる[2]。

## 教育方針
- 教育目標
  - 思いやりのある子
  - 考える子
  - たくましい子

## 通学区域
通学区域は以下の通りである。
那須塩原市
- 東那須野区
- 大原間
- 大原間西1丁目 - 2丁目
- 東小屋
- 大塚山中
- 佐野
- 三本木

- 木曽畑中
- 沼野田和
- 下中野
- 島方
- 方京
- 方京1丁目 - 3丁目
- 上中野

- 笹沼
- 北弥六
- 前弥六
- 前弥六南町
- 沓掛
- 沓掛1丁目 - 2丁目
- 沓掛新田

## 交通
- JR宇都宮線「那須塩原駅」より徒歩17分（約1.2km）
- 那須塩原市営バス（ゆーバス）西那須野線「大原間小学校前」バス停より徒歩2分（約160m）